# کریستوفر بویز
کریستوفر بویز (انگلیسی: Christopher Boyes؛) یک مهندس صدا اهل ایالات متحده آمریکا است. وی ۴ مرتبه برنده جایزه اسکار بهترین ویرایش صدا  برای فیلم های تایتانیک .پرل هاربر.ارباب حلقه ها بازگشت پادشاه و کینگ کونگ شده است.